# 卡納塔克播棋

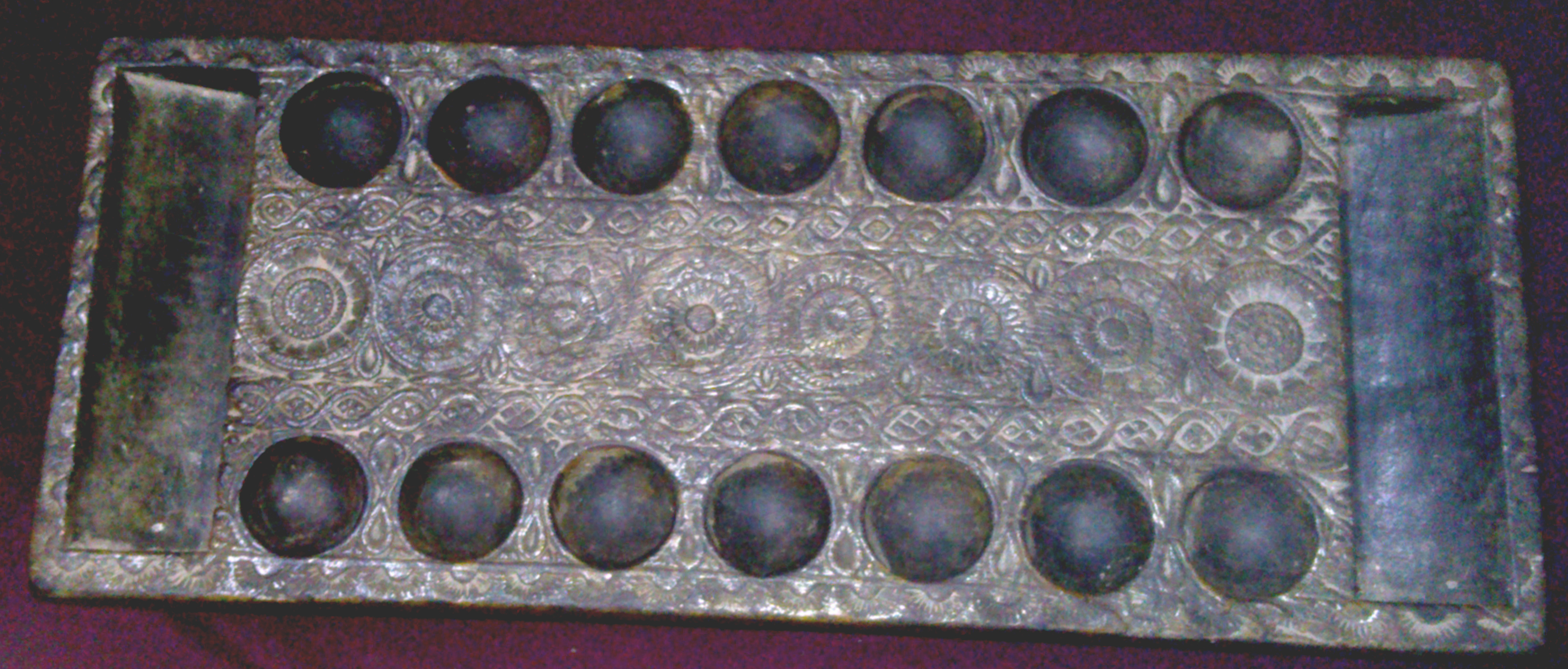
卡納塔克播棋

卡納塔克播棋（Ali Guli Mane），是流傳於印度卡納塔克的播棋類遊戲，同於坦米爾播棋、索馬利亞播棋、菲律賓播棋遊戲可劃分多盤。

## 棋具
- 長方形棋盤，分為兩列各七個棋洞，兩方玩家各分一列。

- 初始佈置每洞有五顆棋子。

## 規則
- 每回合玩家輪流行棋，從己方洞中之一取出所有棋子，選擇逆或順時鐘方向分配到其他的洞中，一洞分配一顆，直至分配完。當最後一顆棋子落下時，需從其第一順位棋洞取走所有棋子再以同方向進行分配，直到最後分投的棋子落下時其第一順位棋洞為空洞時方結束回合，並將第二順位棋洞的棋子與第二順位對面洞棋子全部取走。

- 無論是何盤，回合開始時一方無法行棋，盤上其餘棋子全部被對方取走，新階段開始。玩家把所獲得的棋子，全填在任何己方棋洞，每洞需正好填五顆。若沒有填到五顆，則該洞此盤被封閉不得使用，不能行棋取出、分投時需跳過、不得取子，下盤若能填滿方可重新使用。若填完己方棋洞棋子還有剩，則視為這盤已吃到的棋子。

- 新盤開始時，玩家擁有不到五顆棋子時，輸掉遊戲[1]。